# Constance Garnett
Constance Clara Garnett (nascida Black; 19 de dezembro de 1861 – 17 de dezembro de 1946), foi uma tradutora inglesa de literatura russa do século XIX. Ela foi a primeira tradutora inglesa a traduzir vários volumes da bora de Anton Chekhov para o inglês e a primeira a traduzir quase toda a ficição de Fiódor Dostoiévski para o inglês. Ela também traduziu obras de Ivan Turgenev, Leo Tolstoy, Nikolai Gogol, Ivan Goncharov, Alexander Ostrovsky e Alexander Herzen para o inglês. Ao todo, ela traduziu 71 volumes de literatura russa, muitos dos quais ainda estão impressos hoje.

## Vida
Garnett nasceu em Brighton, Inglaterra, o sexto dos oito filhos do advogado David Black (1817–1892), posteriormente escrivão da cidade e legista, e sua esposa, Clara Maria Patten (1825–1875), filha do pintor George Patten. Seu irmão era o matemático Arthur Black, e sua irmã era a organizadora trabalhista e romancista Clementina Black. Seu pai ficou paralisado em 1873, e dois anos depois sua mãe morreu de um ataque cardíaco após levantá-lo da cadeira para a cama.
Ela foi educada inicialmente na Brighton and Hove High School. Depois, ela estudou latim e grego no Newnham College, Cambridge, com uma bolsa do governo. Em 1883, ela se mudou para Londres, onde começou a trabalhar como governanta e, em seguida, como bibliotecária na Biblioteca do Palácio do Povo. Por meio de sua irmã, Clementina, ela conheceu o Dr. Richard Garnett, então o Guardião de Materiais Impressos no Museu Britânico, e seu filho Edward Garnett, com quem se casou em Brighton em 31 de agosto de 1889. Edward, depois de trabalhar como leitor de editora para T. Fisher Unwin, William Heinemann e Duckworth, tornou-se leitor do editor Jonathan Cape. No verão de 1891, então grávida de seu único filho, ela foi apresentada por Edward ao exilado russo Feliks Volkhovsky, que começou a lhe ensinar russo. Ele também a apresentou a seu companheiro de exílio e colega Sergius Stepniak e sua esposa Fanny. Logo depois, Garnett começou a trabalhar com Stepniak, traduzindo obras russas para publicação; suas primeiras traduções publicadas foram A Common Story de Ivan Goncharov e The Kingdom of God Is Within You de Leo Tolstoy. Este último foi publicado enquanto ela fazia sua primeira viagem à Rússia no início de 1894. Após visitas a Moscou e São Petersburgo, ela viajou para Yasnaya Polyana, onde conheceu Tolstoy; embora este último tenha expressado interesse em que ela traduzisse mais de suas obras religiosas, ela já havia começado a trabalhar nos romances de Turgenev e continuou com isso em seu retorno para casa. Inicialmente, ela trabalhou com Stepniak em suas traduções; após sua morte prematura em 1895, a esposa de Stepniak, Fanny, trabalhou com ela. A partir de 1906, sua amanuense favorita era uma jovem russa, Natalie Duddington, que ela conheceu na Rússia e em quem encontrou "verdadeira companhia intelectual".
Nas quatro décadas seguintes, Garnett produziu versões em inglês de dezenas de volumes de Tolstoy, Gogol, Goncharov, Dostoiévski, Turgenev, Ostrovsky, Herzen e Chekhov.
Seu filho único, David Garnett, formou-se em biólogo e mais tarde escreveu romances, incluindo o popular Lady into Fox (1922).
No final da década de 1920, Garnett estava frágil e meio cega. Ela se aposentou da tradução após a publicação em 1934 de Three Plays de Turgenev. Após a morte do marido em 1937, ela se tornou reclusa. Ela desenvolveu um problema cardíaco, com falta de ar concomitante, e em seus últimos anos teve que andar com muletas. Ela morreu em The Cearne, Crockham Hill, Kent, aos 84 anos.

## Recepção e legado
Constance Garnett traduziu 71 volumes de obras literárias russas, e suas traduções receberam elogios de vários críticos e autores, incluindo Joseph Conrad e D. H. Lawrence. Ernest Hemingway admirava suas traduções de Fiódor Dostoiévski e uma vez disse a um amigo que ele não conseguiu ler War and Peace de Leo Tolstoy "até que recebi a tradução de Constance Garnett". Apesar de algumas reclamações sobre estarem desatualizadas, suas traduções ainda estão sendo reimpressas hoje (a maioria agora é de domínio público).
No entanto, Garnett também teve críticos, notadamente os autores russos Vladimir Nabokov e Joseph Brodsky. Nabokov disse que as traduções de Garnett eram "secas e monótonas, e sempre insuportavelmente recatadas". Comentando uma carta de Joseph Conrad a Edward Garnett, na qual Conrad havia escrito que "a tradução de Karenina [de Constance] é esplêndida. Da coisa em si [ou seja, Anna Karenina] penso muito pouco, de modo que seu mérito brilha com maior brilho", Nabokov escreveu "Jamais perdoarei Conrad por essa rachadura. Na verdade, a tradução de Garnett é muito pobre". (A crítica de Nabokov a Garnett, no entanto, deve ser vista à luz de seu ideal declarado publicamente de que o tradutor deve ser homem.) Brodsky criticou Garnett por confundir as vozes autorais distintas de diferentes autores russos:
A razão pela qual os leitores de língua inglesa mal conseguem distinguir a diferença entre Tolstói e Dostoiévski é que eles não estão lendo a prosa de nenhum dos dois. Eles estão lendo Constance Garnett.
Ronald Hingley criticou as traduções de Garnett da linguagem coloquial nas histórias de Chekhov, afirmando: "Estas não são amostras muito convincentes da linguagem rural... ou de uma aldeia russa na década de 1890."
David Foster Wallace criticou as traduções de Garnett como sendo "excruciantemente vitorianas".
Em suas traduções, ela trabalhou rapidamente e suavizou certas pequenas partes para "legibilidade", especialmente em suas traduções de Dostoiévski.
Suas traduções de Ivan Turgenev e Anton Chekhov foram bem vistas por Rachel May em seu estudo sobre a tradução de clássicos russos, The Translator in the Text: On Reading Russian Literature in English. No entanto, o estudo de May também criticou Garnett por sua tendência de "homogeneização estilística" que "apagou aquelas idiossincrasias de voz narrativa e diálogo que diferentes autores possuíam" e por fazer escolhas de palavras pudicas que "domesticaram [os clássicos russos] ainda mais". May também analisou como, por décadas, as traduções de Garnett foram aclamadas inquestionavelmente pelos críticos porque "ela se adequava tão bem às necessidades de seu tempo que ninguém sabia que perguntas fazer".
Kornei Chukovsky respeitou Garnett por apresentar milhões de leitores ingleses à literatura russa e elogiou suas traduções de Turgenev, afirmando que elas "correspondem totalmente aos originais em tonalidade", mas condenou suas outras traduções, escrevendo que ela havia reduzido o estilo de Dostoiévski a "um texto seguro e insípido: não um vulcão, mas um gramado liso aparado à maneira inglesa — o que equivale a dizer uma distorção completa do original" e que as mesmas críticas se aplicavam à sua tradução de The Death of Ivan Ilyich, de Tolstoy. Ele concluiu que:
Suas traduções das obras de Gogol, Dostoiévski e Tchekhov têm que ser refeitas. Todas as suas traduções parecem insípidas, pálidas e — pior de tudo — triviais... Suas traduções teriam sido consideravelmente melhores se tivessem sido submetidas na época ao intenso escrutínio dos críticos... Mas não houve crítica"
Em 1994, Donald Rayfield comparou as traduções de Garnett com as versões acadêmicas mais recentes das histórias de Chekhov e concluiu:
Embora cometa erros elementares, seu cuidado em desvendar nós sintáticos difíceis e sua pesquisa sobre os termos certos para as muitas plantas, pássaros e peixes de Chekhov são impressionantes... Seu inglês não é apenas quase contemporâneo ao de Chekhov, mas muitas vezes é comparável.
Tradutores posteriores, como Rosemary Edmonds e David Magarshack continuaram a usar as traduções de Garnett como modelos para seus próprios trabalhos.
Para sua Norton Critical Edition de The Brothers Karamazov, Ralph Matlaw baseou sua versão revisada na tradução dela. Esta é a base para o influente A Karamazov Companion de Victor Terras. Matlaw publicou uma revisão anterior da tradução de Garnett do capítulo do Grande Inquisidor em um volume emparelhado com Notes from Underground.